# Epesses
Epesses is een plaats en voormalige gemeente in het Zwitserse kanton Vaud.
De plaats telt 326 inwoners en ligt in een streek die bekendstaat als de wijngaardterrassen van Lavaux.

## Geschiedenis
Voor 2008 maakte de gemeente deel uit van het toenmalige district Lavaux. Op 1 januari 2008 werd de gemeente deel van het nieuwe district Lavaux-Oron.
Op 1 januari 2011 fuseerde de gemeente, nadat hierover op 17 mei 2009 een referendum was gehouden, met de gemeentes Cully, Grandvaux, Riex en Villette tot de nieuwe gemeente Bourg-en-Lavaux.